# Kampanil
Kampanil (italienska: campanile) som betyder klocktorn (campana "klocka"), vanligtvis om ett sådant byggt avskilt från men nära en kyrka. En av de mest berömda kampanilerna är kampanilen vid katedralen i Florens (Santa Maria del Fiore), som är 85 meter hög och klädd med vit, grön, och rosa marmor. Giotto ritade kampanilen redan 1334 men tornet slutfördes först 1359, 22 år efter hans död. Andra berömda kampaniler är Lutande tornet i Pisa, och Sankt Markuskampanilen i Venedig som störtade ned 1902 men sedan återuppbyggts.
Äldre kampaniler är ofta runda torn, som San Apollinare in Classe och San Apollinare nuovo i Ravenna.
Från kampanil härstammar också kampanilism som har sina rötter i Italien, en form av lokalpatriotism för den egna hembygden, parad med rivalitet mot alla andra som lyssnar till kyrkklockorna i en annan klockstapel, exempelvis i grannbyn.

## Exempel

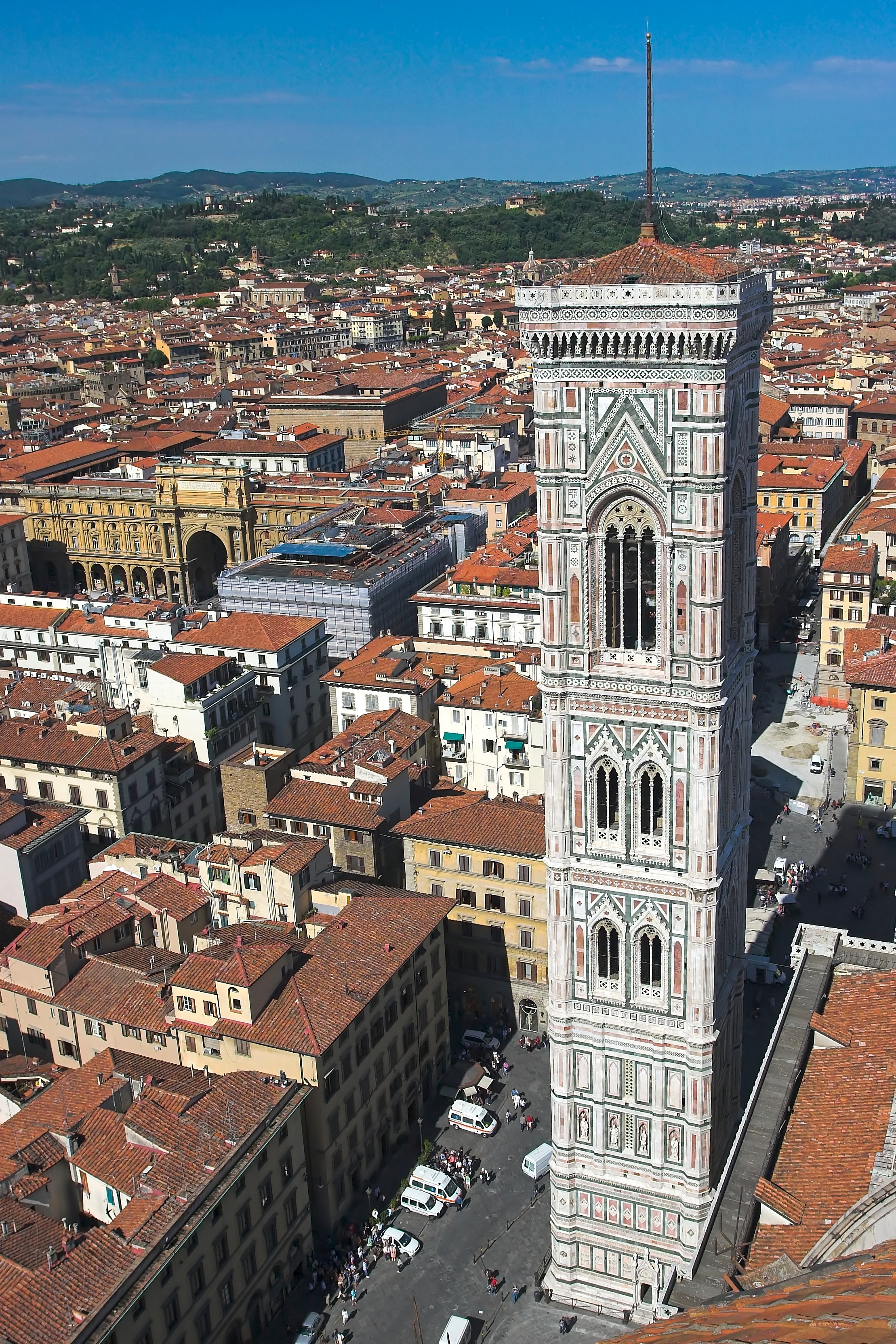
Giottos klocktorn vid Santa Maria del Fiore, Florens
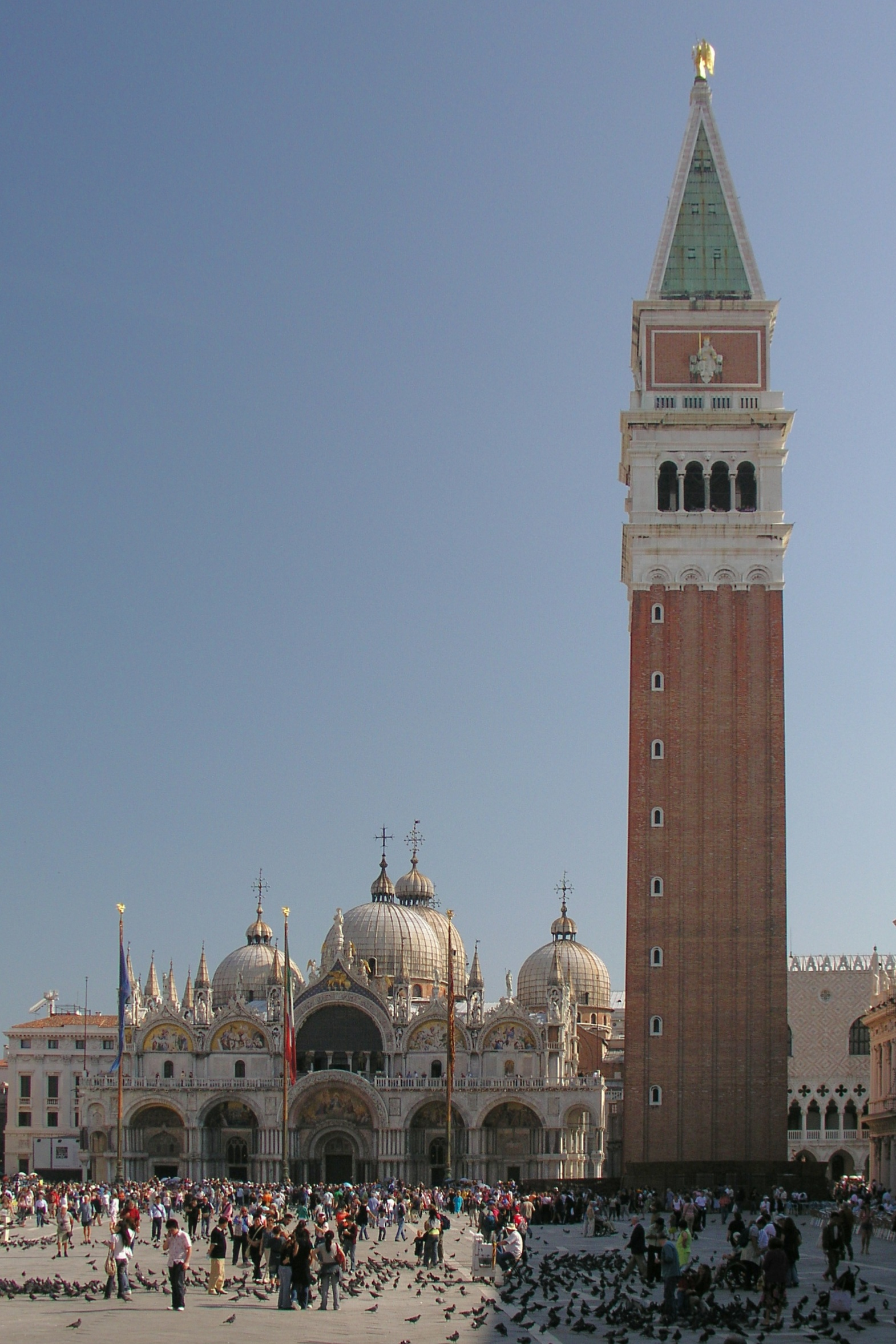
Kampanilen till Basilica di San Marco, Venedig
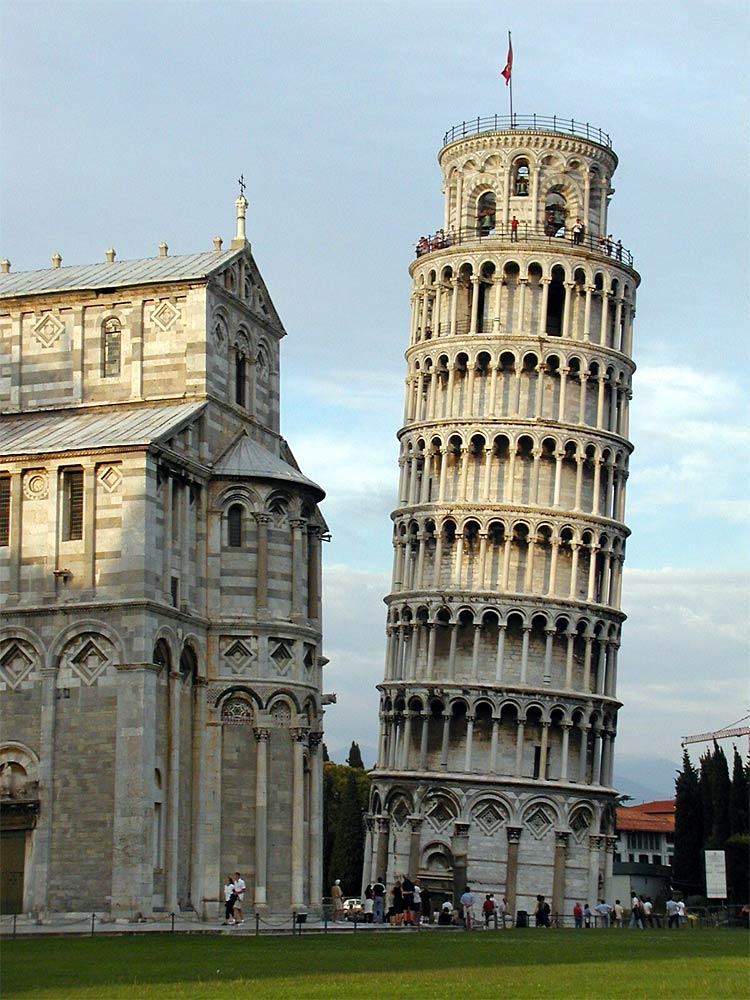
Lutande tornet i Pisa
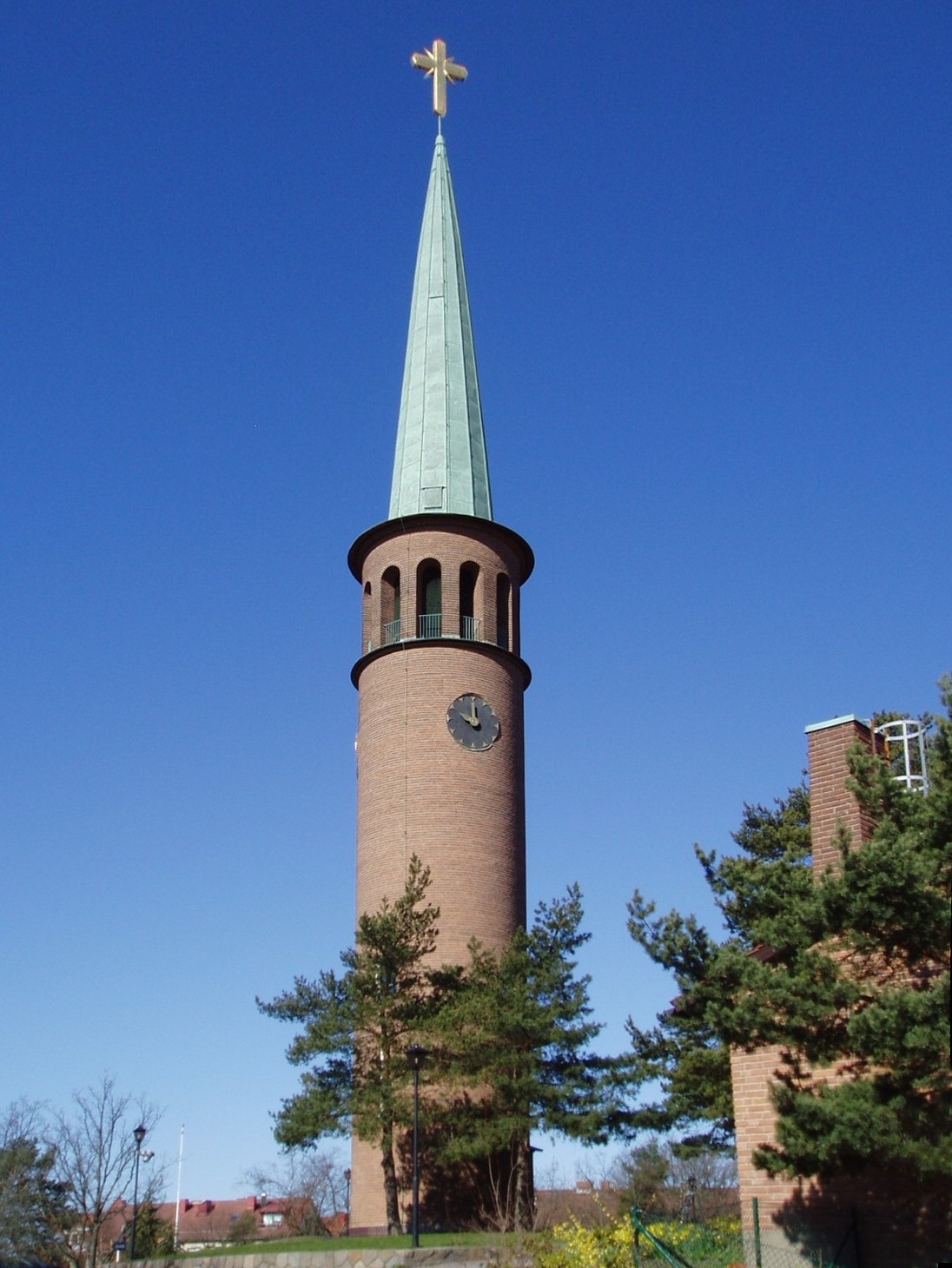
Kampanilen till Essinge kyrka, Stockholm
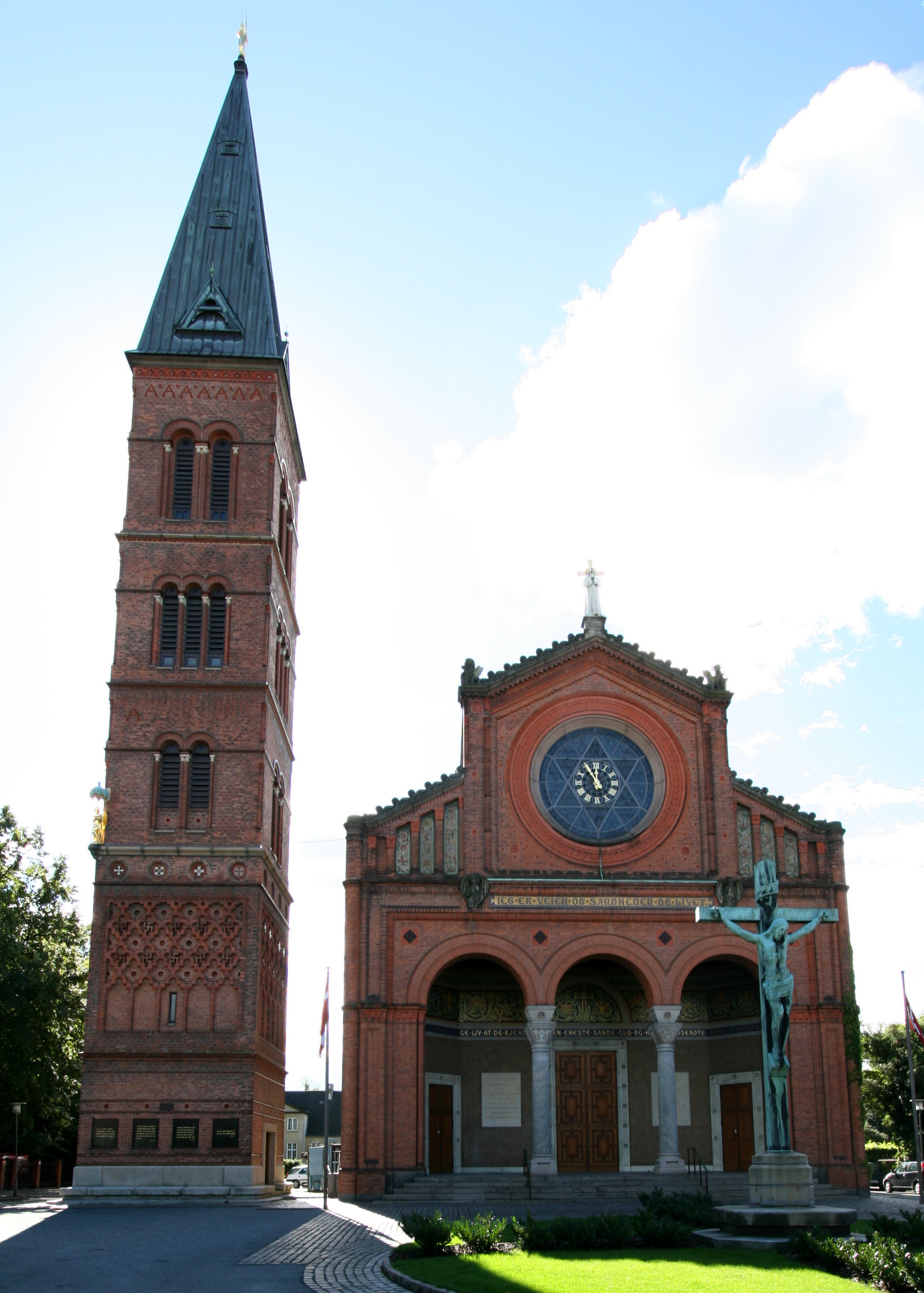
Kampanilen till Jesuskirken, Köpenhamn